# Estrigolactona

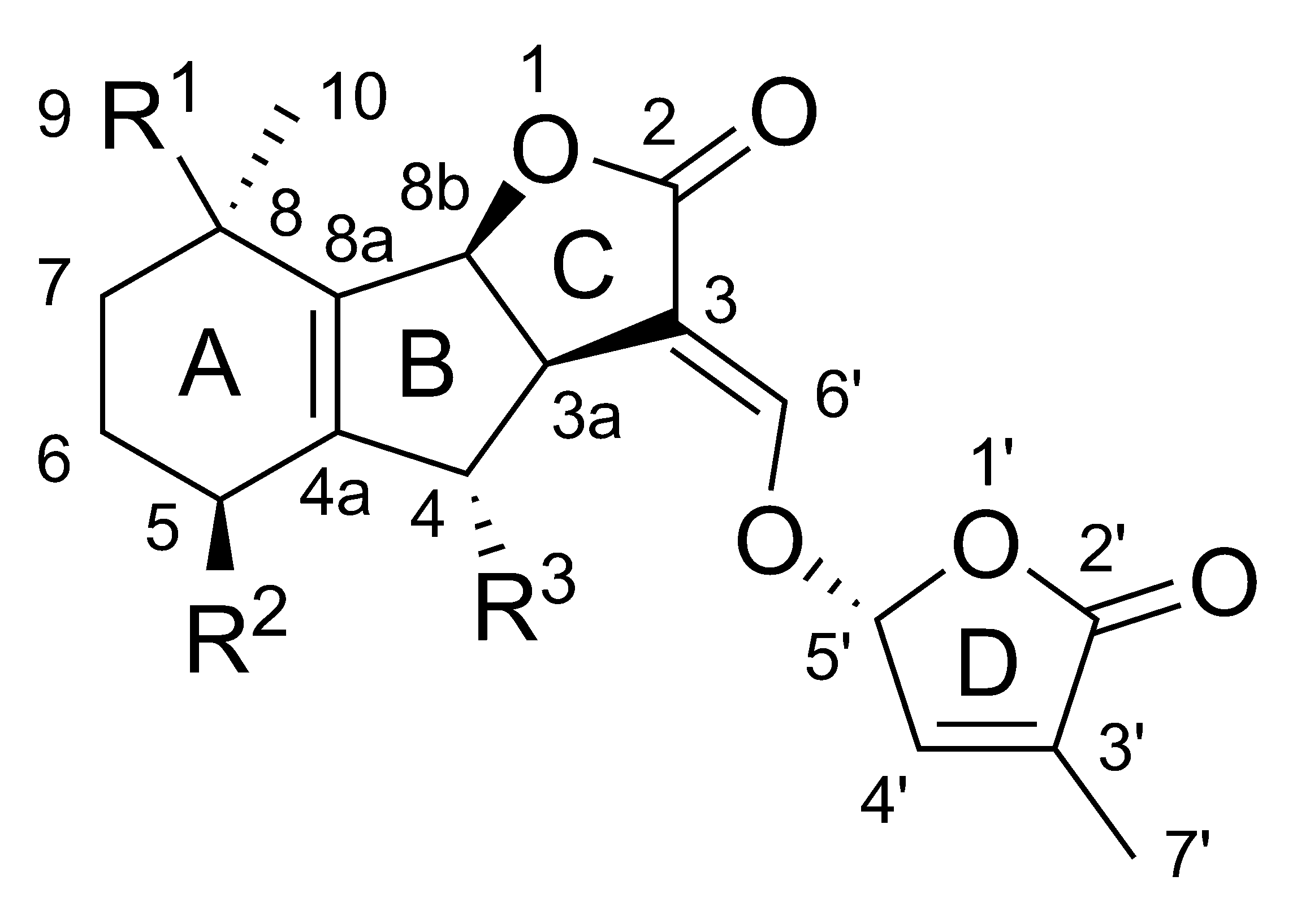
Estructura química general d'una estrigolactona.

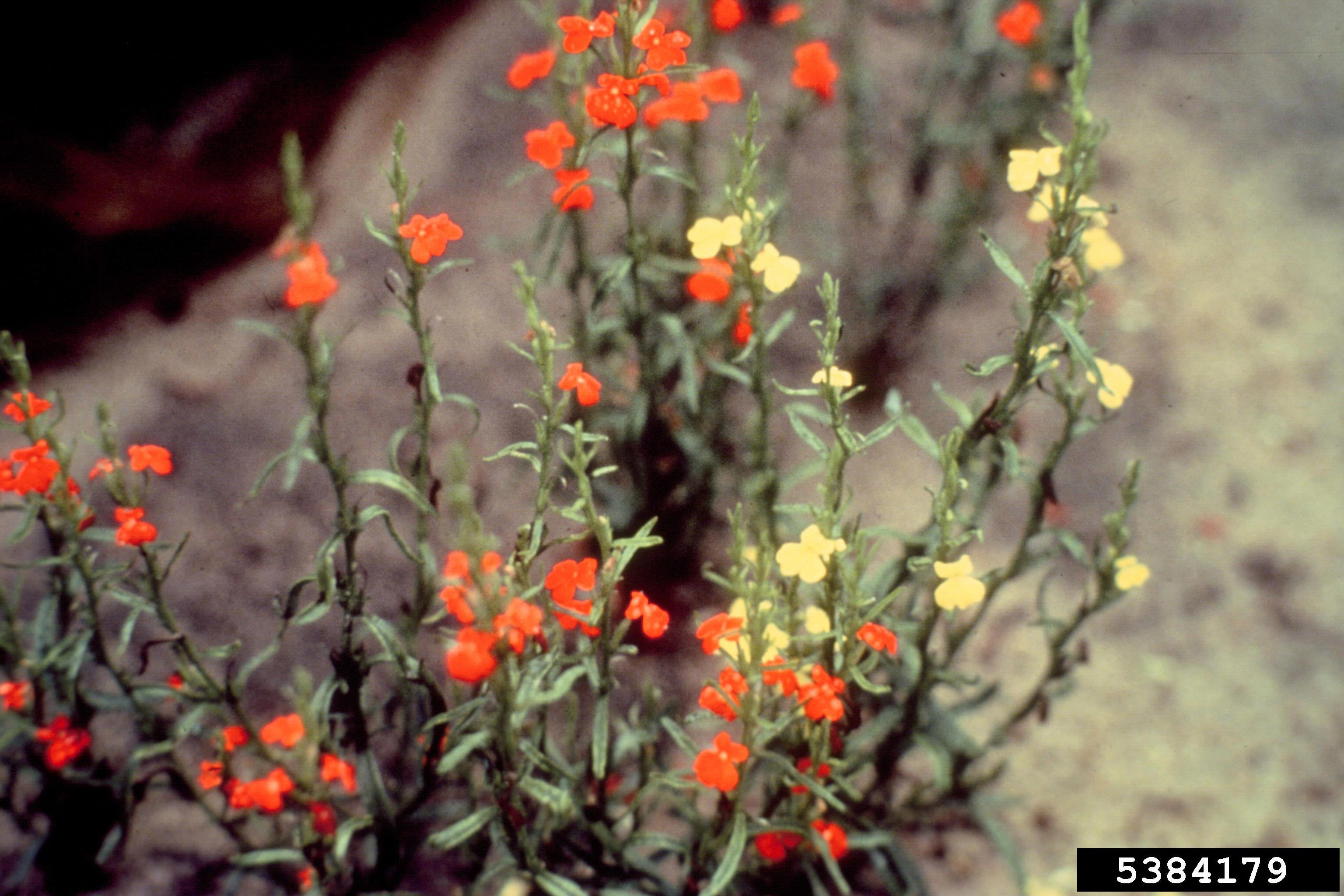
Striga asiatica

Les Estrigolactones (nom que deriva del gènere de plantes paràsites Striga) són fitohormones que estan implicades en la inhibició de la ramificació dels brots de les plantes. Deriven a partir de compostos carotenoides, activen la germinació de llavors de plantes paràsites i estimulen la simbiosi amb micorriza. Tenen un enllaç èter molt làbil el qual pot ser fàcilment hidrolitzat en la rizosfera.

## Estructura química
Las estrigolactones són lactones terpenoides que deriven dels carotenoides.
| Chemical structure and numbering of (+)-strigol | Chemical structure and numbering of strigyl acetate |
| (+)-Strigol                                     | (+)-Strigyl acetate                                 |

| Estructura química de l'orobancol | Chemical structure and numbering of orobanchyl acetate |
| (+)-Orobancol                     | (+)-Acetat d'orobanquil                                |

| 5-deoxistrigol      | sorgolactona | alectrol |
| (+)-5-Desoxistrigol | Sorgolactona | Alectrol |